# Cucina kazaka

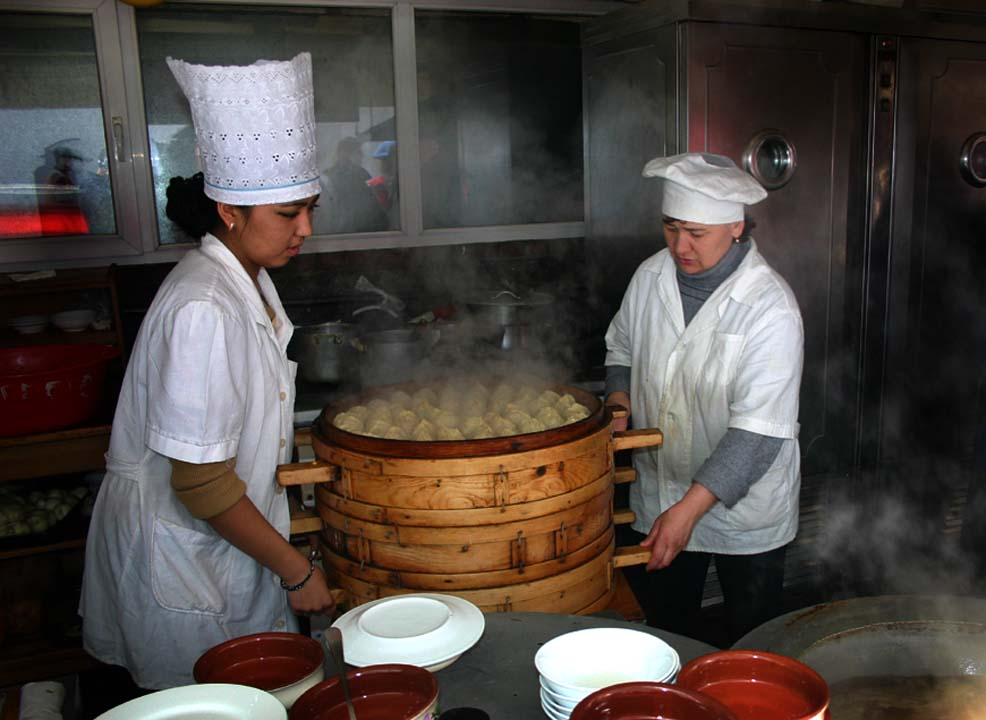
Due cuoche ad Almaty

La cucina kazaka è l'espressione culinaria del Kazakistan. Gli elementi principali di questa cucina sono la carne (di cavallo, pecora, manzo e cammello) e i latticini. È una cucina basata molto sulle tradizioni dei nomadi: infatti molte tecniche di cottura usate servivano un tempo per la conservazione a lungo termine degli alimenti; inoltre vi è una grande pratica di salatura ed essiccamento della carne, e si predilige il latte acido, più facile da conservare. La cucina kazaka risente inoltre di influenze turche, russe e mongole.

## Piatti tipici

### Carne

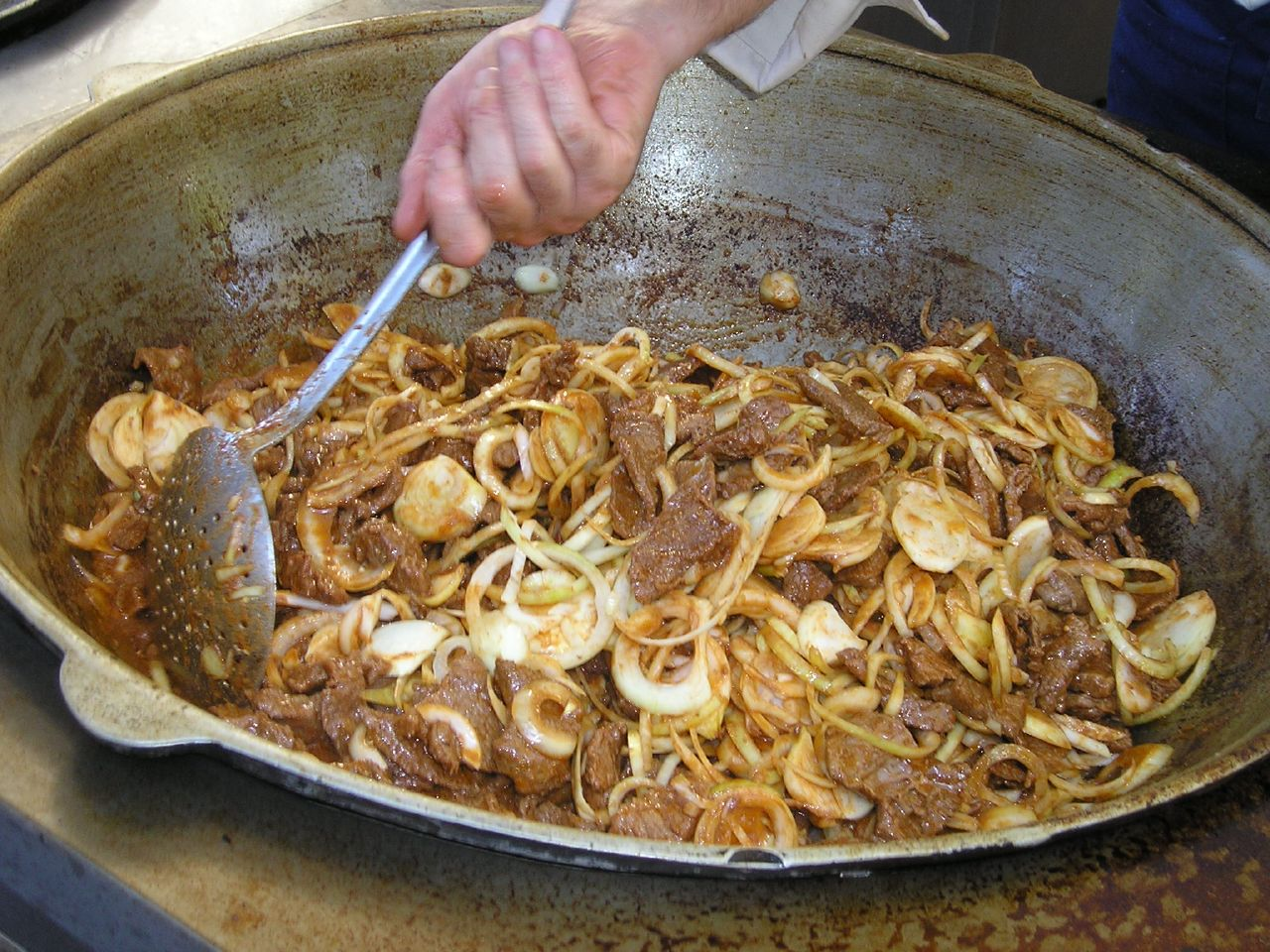
Kuyrdak.

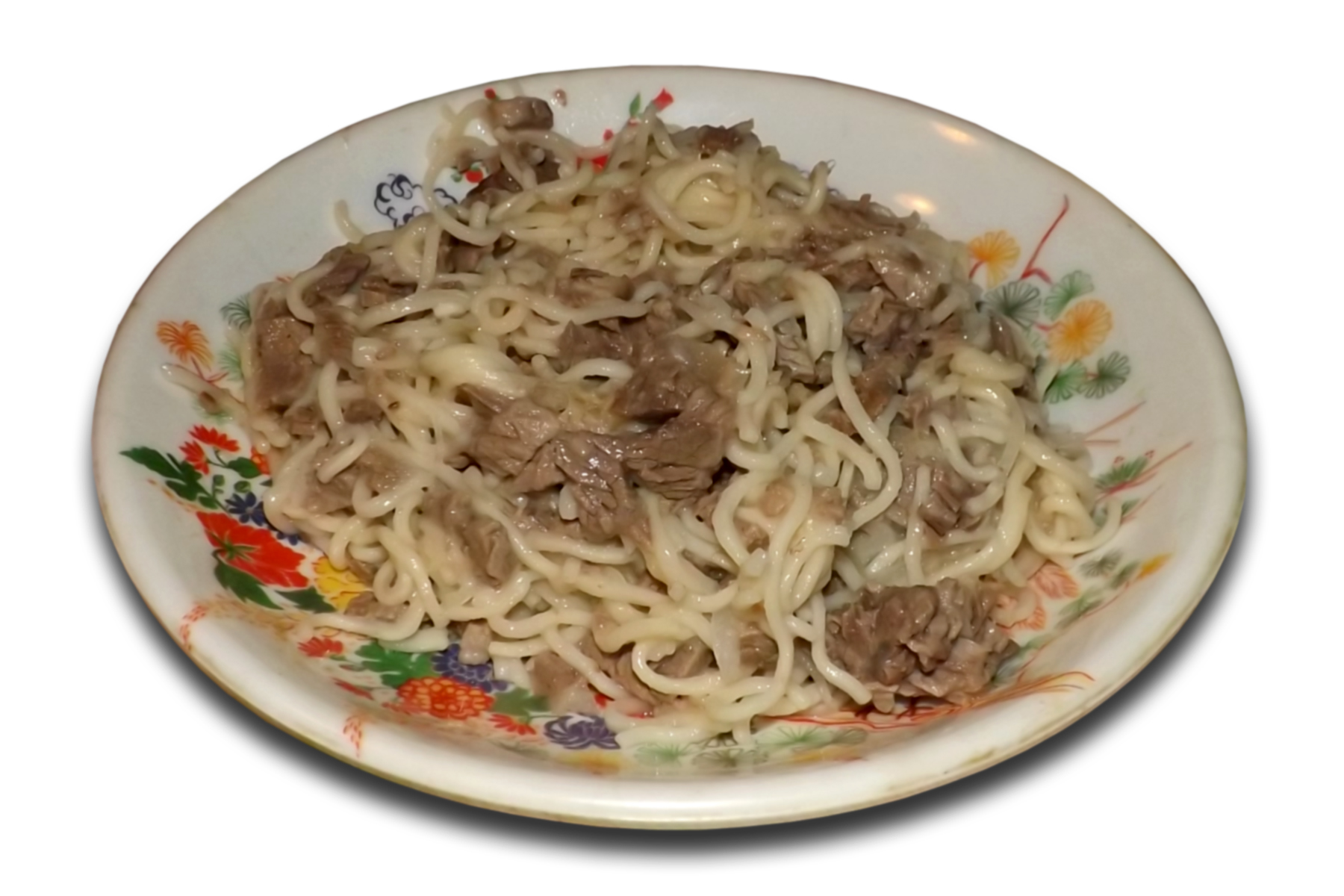
Bešbarmak.

La carne, in particolare quella di cavallo e montone, è base fondante della cucina kazaka. Tra i piatti più diffusi ricordiamo il šužuk (una salsiccia di cavallo affumicata), il kuyrdak, un piatto a base di interiora di cavallo, pecora o mucca, e il basturma, un piatto a base di montone tipicamente accompagnato da cetrioli e pomodori freschi. Altri piatti nazionali sono il bešbarmak, costituito da carne di montone cotta in un impasto nel brodo dell'animale, e il qazy, una salsiccia di cavallo affumicata spesso servita su noodle freddi. Tra le zuppe a base di carne troviamo il kespe.

### Riso e pasta

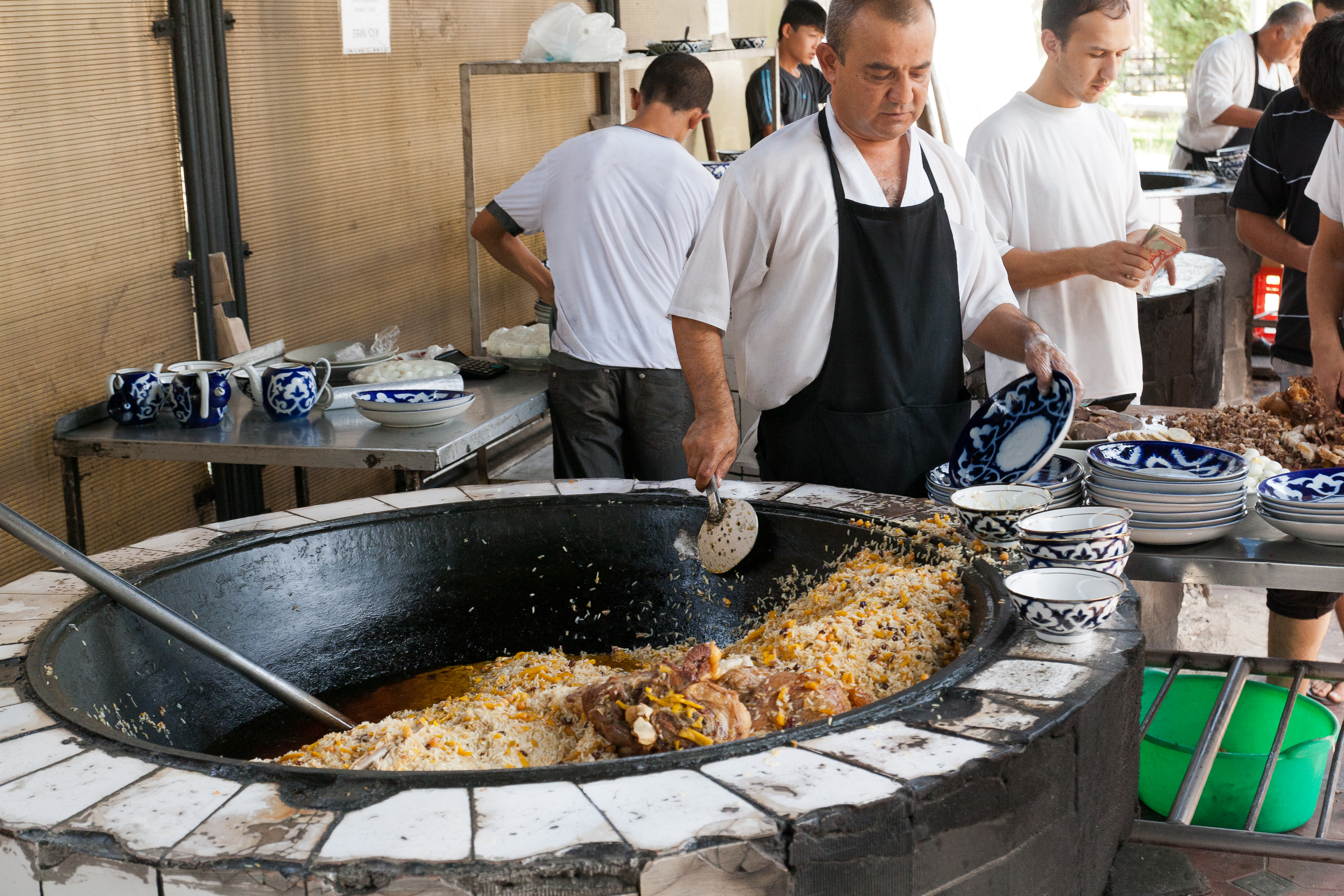
Plov (pilaf).

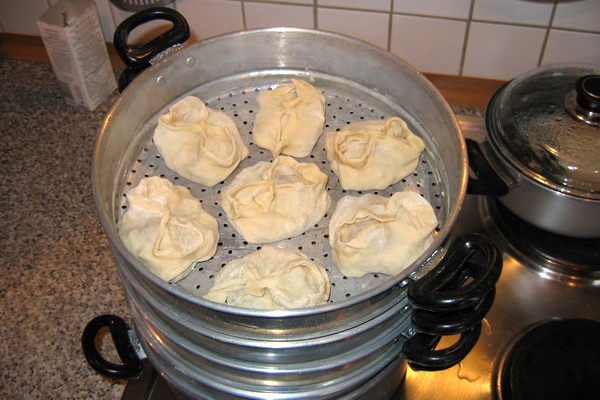
Mantı.

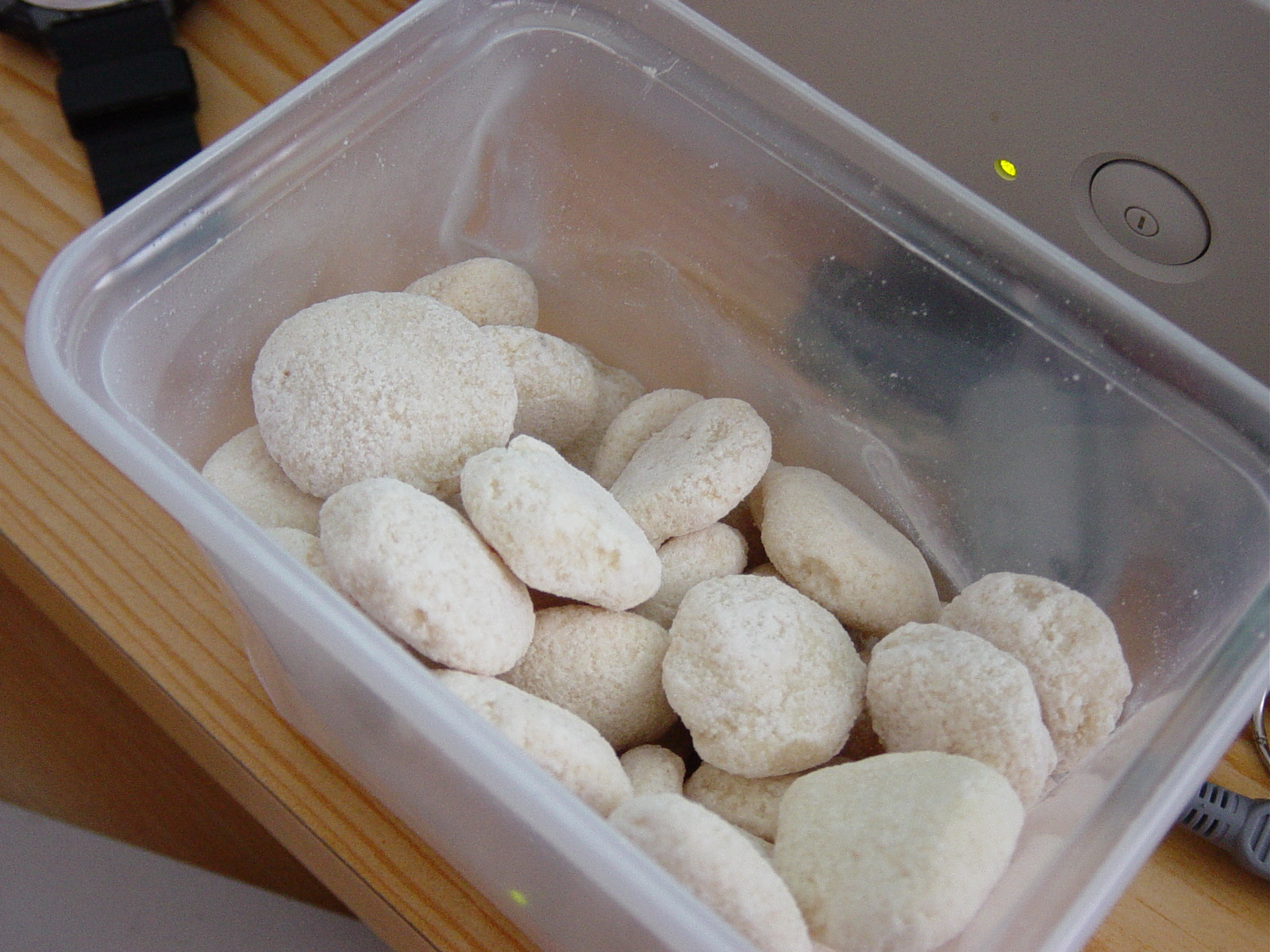
Kurt.

Il piatto di riso più noto in Kazakistan è certamente il plov, un piatto diffuso in Asia centrale che nella versione kazaka può essere condito con datteri, albicocche, prugne o mele. Un piatto comunemente preparato in occasione dell'Id al-fitr sono i baursaki, ovvero degli gnocchi di impasto fritti. I kurt invece sono delle frittelle di caglio essiccato che hanno la proprietà di rimuovere l'umidità dalla bocca. Come in tutta l'Asia centrale, anche in Kazakistan sono diffusi sono i mantı, fagottini di pasta ripieni di carne, di origine turca.
Il pane è alla base della dieta kazaka. Ve ne sono di diversi tipi, ma il più comune è certamente il nan, un tipo di pane piatto. Tra le varianti di nan vi è il taba-nan, cotto al forno o sui carboni. Il lepëška è invece un tipo di pane rotondo non lievitato.
Il miglio è ampiamente usato: può essere sia sbriciolato che intero, e può essere fritto nel grasso, bollito nel latte o aggiunto nelle zuppe.

### Frutta
I tipi di frutta più comuni sono albicocche, pesche, mele, meloni e uva.

## Bevande
Bevande piuttosto comuni sono il tè nero e la vodka, diffusesi nel Paese grazie all'influenza russa. Sebbene non sia popolare quanto il tè, il caffè è abbastanza diffuso. Di norma viene bevuto con zucchero, ma si può trovare una versione più forte come quello turco. Anche il kymyz è una bevanda tipica.

## Abitudini culinarie
Il popolo kazako è ritenuto essere molto ospitale. Generalmente agli ospiti viene offerta della frutta oppure dei baursaki, nonché il posto d'onore del tavolo. Tè e kymyz vengono serviti in una pjala, una tipica teiera asiatica, oppure in una ciotola di legno.
In occasione delle feste è tipico imbandire il classico banchetto denominato dastarkhan. Tra gli antipasti vengono solitamente serviti carne affumicata o bollita, la žuta (un tipo di pasta riempita con carote o zucca), della sorba e una bevanda a base di latte chiamata šubat. All'ospite spetta l'onore di servire la testa di pecora bollita agli altri commensali a seconda dell'importanza e dello status sociale.